# حیفا المنصور
حیفا المنصور (به عربی: هیفاء المنصور) زاده ۱۰ اوت ۱۹۷۴) کارگردان فیلم اهل کشور عربستان سعودی است. وی مشهورترین، جنجالی‌ترین و اولین کارگردان زن اهل عربستان سعودی است. وی تحسین منتقدان را برای فیلم وجده دریافت کرد.

## زندگی و حرفه
حیفا المنصور هشتمین فرزند (از دوازده فرزند) شاعری به نام «عبدالرحمن منصور» است. پدرش کسی بود که دنیای فیلم‌ها را به وی شناساند، درحالی که هیچ سالن سینمایی در عربستان سعودی وجود نداشت. با تشویق‌های پدرش در دانشگاه آمریکایی قاهره ادبیات تطبیقی خواند. پس از آن برای تحصیل سینما به شهر سیدنی در استرالیا رفت.
وی کار حرفه اش را با ساخت سه فیلم کوتاه آغاز کرد که در امارات متحده عربی و هلند برندهٔ جوایزی شدند. پس از آن مستندی ساخت به نام «زنان بدون سایه» که به زندگی پنهانی زنان در خلیج فارس می‌پرداخت. این مستند در ۱۷ جشنواره مختلف به نمایش درآمد. این مستند جایزهٔ خنجر طلایی را از جشنواره فیلم مسقط و جایزهٔ ویژهٔ هیئت داوران از جشنواره فیلم عرب در روتردام دریافت نمود. حیفا المنصور در بیست و هشتمین دورهٔ جشنوارهٔ سه قاره نانت به عنوان مهمان حضور داشت.
در سال ۲۰۱۲ فیلم وجده را ساخت که در جشنواره فیلم ونیز به نمایش درآمد و بسیار مورد توجه قرار گرفت.

## آثار
- Who? (من؟)
- The Bitter Journey (الرحیل المر)
- The Only Way Out (أنا والآخر)
- Women Without Shadows (نساء بلا الظل)
- وجده - ۲۰۱۲ (اولین فیلم که توسط عربستان به آکادمی اسکار فرستاده شد)
- مری شلی- ۲۰۱۷
- همیشه بعد از ظهر- ۲۰۱۸